# Itsuki Sagara
Itsuki Sagara (相楽 樹 Sagara Itsuki?, n. 4 de marzo de 1995 en la Prefectura de Saitama) es una actriz japonesa.

## Biografía
En 2009, cuando Sagara se encontraba en las vacaciones de verano de su tercer año de secundaria, fue descubierta por Itoh Company, mientras caminaba por la calle Takeshita de Tokio.
Inició sus actividades en la industria del entretenimiento en 2010. En julio debutó como actriz en el drama Atami no Sōsa-kan. El 14 de diciembre lanzó su álbum de fotos Hajimete no Suki.

## Filmografía

### Películas
| Año  | Título                                            | Papel             | Notas           | Ref. |
| ---- | ------------------------------------------------- | ----------------- | --------------- | ---- |
| 2011 | Naked Boys Short Movie vol. 1: Saigo no tsubuyaki | Airu              |                 |      |
| 2011 | Gomennasai                                        | Chiharu Shinomiya |                 |      |
| 2011 | Miss Boys! Kessen wa Kōshien!? Hen                | Chihiro Sano      |                 |      |
| 2012 | Miss Boys! Yūjō no Yukue-hen                      | Chihiro Sano      |                 |      |
| 2012 | Riaru Onigokko 4                                  | Tsukasa Wakaba    |                 |      |
| 2013 | Good-bye Debussy                                  | Lucia Katagiri    |                 |      |
| 2013 | Sora kara Kita Tenkōsei                           | Mysterious angel  |                 |      |
| 2013 | Hajimari no Michi                                 | Yoshiko           |                 |      |
| 2013 | Ada                                               | Haruka Tamura     |                 |      |
| 2014 | My Man                                            | Akiko             |                 |      |
| 2014 | Yugami. –Norowareta Heisa Kūkan– Tsunagaru        | Misato            | Papel principal |      |
| 2014 | Yokotawaru Kanojo                                 | Midori Matsuura   |                 |      |
| 2015 | Good Stripes                                      | Sakura Yorozuya   |                 |      |
| 2015 | Seven Days: Monday → Thursday                     | Tajiri            |                 |      |
| 2015 | Seven Days: Friday → Sunday                       | Tajiri            |                 |      |
| 2018 | Futatsu no Kinō to Boku no Mirai                  |                   |                 |      |

### Dramas de televisión
| Año  | Título                                                                  | Papel                    | Cadena         | Notas                    | Ref. |
| ---- | ----------------------------------------------------------------------- | ------------------------ | -------------- | ------------------------ | ---- |
| 2010 | Atami no Sōsa-kan                                                       | Mizu Atsuta              | TV Asahi       |                          |      |
| 2010 | GeGeGe no Nyōbō                                                         | colegiala                | NHK            | Semana 23                |      |
| 2010 | Unubore Keiji                                                           | Saki Miyashita           | TBS            | Episodio 10              |      |
| 2011 | Shakiin! Kansatsu Nisshi                                                | Kyoko Suzuki             | NHK-E          |                          |      |
| 2012 | Yonimo Kimyōna Monogatari 2012-nen Haru no Tokubetsu-hen: Wata Ke Otoko |                          | Fuji TV        |                          |      |
| 2012 | Toshi Densetsu no Onna                                                  | Mika Fujita              | TV Asahi       | Episodio 7               |      |
| 2012 | Usuzakura-ki                                                            | Koneko                   | NHK BS Premium | Episodio 5               |      |
| 2012 | Doctor X: Gekai Michiko Daimon                                          |                          | TV Asahi       | Episodio 4               |      |
| 2013 | The Complex                                                             | Mami Shindo              | TBS            | Tercera parte Episodio 4 |      |
| 2013 | Yamada-kun to 7-nin no Majo                                             | Saeko Fukasawa           | Fuji TV        | Tercera parte Episodio 4 |      |
| 2014 | Pale Moon                                                               | Yuko Ozaki (adolescente) | NHK            |                          |      |
| 2014 | Beniko Sezaimaru no Jiken-bo: Kuro Neko no Sankaku                      | Shiko Koguyama           | Fuji TV        |                          |      |
| 2015 | Tatakau! Shoten Girl                                                    | Schoolgirl               | KTV            | Episodio 3               |      |
| 2015 | Soredemo Boku wa Kimi ga Suki                                           | Tsukushi Makino          | Fuji TV        | Episodio 2               |      |
| 2016 | Toto Neechan                                                            | Mariko (Kohashi) Mizuta  | NHK            |                          |      |
| 2017 | Kirawareru Yūki                                                         | Meiko Sōma               | Fuji TV        |                          |      |

### Programas musicales
| Año  | Título | Cadena | Notas                                                  |
| ---- | ------ | ------ | ------------------------------------------------------ |
| 2016 | Utacon | NHK    | Sang "Aki Start! Kokoro ni shimiru Meikyoku Ketteihan" |

### Otros programas de televisión
| Año  | Título                                   | Cadena         | Notas                 |
| ---- | ---------------------------------------- | -------------- | --------------------- |
| 2016 | Tetsudō KikōL Nippon Burari Tetsudō Tabi | NHK BS Premium | Episodio 79; Viajante |

### Internet
| Año  | Título                                         | Papel  | Sitio web |
| ---- | ---------------------------------------------- | ------ | --------- |
| 2010 | Himitsu no Kankei: Sensei wa Dōkyo Hito        |        | BeeTV     |
| 2013 | High School Drive: Me ga Sametara Kōkōseidatta | Shiori | BeeTV     |
| 2014 | Zetsuosore Taikan Kimodameshi: Hōchō Onna      |        | BeeTV     |

### Anuncios
| Año  | Título                                    | Ref. |
| ---- | ----------------------------------------- | ---- |
| 2010 | FamilyMart FamiMa no Fried Chicken        |      |
| 2011 | KDDI au Gangan Gakuwari                   |      |
| 2011 | Calpis Calpis Water                       |      |
| 2012 | Duskin Mister Donut                       |      |
| 2012 | Yellow Hat                                |      |
| 2013 | Matsumoto Kiyoshi                         |      |
| 2014 | Sanko-Seika Yuki no Yado                  |      |
| 2014 | Sanko-Seika Cheese Almond                 |      |
| 2014 | Sanko-Seika Kaki no tane                  |      |
|      | Japan Airlines Roman Ryokō Okinawa vol. 1 |      |

### Videos musicales
| Año  | Título                                 | Ref.  |
| ---- | -------------------------------------- | ----- |
| 2013 | Asian Kung-Fu Generation "Ima o Ikite" | [ 1 ] |
| 2014 | 7!! "Kono Hiroi Sora no Shita de"      |       |
| 2014 | 7!! "Start Line"                       |       |
| 2014 | Lyu:Lyu "Messiah"                      |       |
| 2015 | 7!! "Centimeter"                       |       |

### Teatro
| Año  | Título                                                               | Papel             | Ref. |
| ---- | -------------------------------------------------------------------- | ----------------- | ---- |
| 2012 | Locker Room ni Nemuru Boku no Shiranai Sensō                         | Yotsuba Higurashi |      |
| 2012 | Summer Time                                                          | Ai                |      |
| 2012 | Subete no Yoru wa Asa e to Mukau                                     | Chiharu           |      |
| 2013 | Hakushaku no orusuban                                                | Hiyoko Sakuma     |      |
| 2014 | Candy                                                                | Asarika Takagi    |      |
| 2014 | Oen-sai –Kondo-san Dezuppari datte!?– Otōsan wa Jakunen-sei Kenbōshō |                   |      |
| 2014 | Wakaretemo Sukinahito 2014                                           | Arisa             |      |
| 2015 | Natsu Hate Shiawase no Hate                                          |                   |      |
| 2015 | Bull Docking Head Rock 15 Shūnenkinen Kōen Vol. 26: 1995             |                   |      |

### Álbum de fotos
| Año  | Título                                 |
| ---- | -------------------------------------- |
| 2010 | Hajimete no Suki                       |
| 2014 | Sorairo no Itsuki: DVD-tsuki Photobook |

### DVD
| Año  | Título            |
| ---- | ----------------- |
| 2011 | Dōkyūsei          |
| 2011 | Dōkyūsei 2        |
| 2012 | Dōkyūsei 3        |
| 2012 | Dōkyūsei 4        |
| 2013 | Sorairo no Itsuki |
| 2015 | Dōkyūsei 4        |